# Métropole de Leucade et Ithaque
La Métropole de Leucade et Ithaque (en grec byzantin : Ιερά Μητρόπολις Λευκάδος και Ιθάκης) est un évêché de l'Église orthodoxe de Grèce. Elle a son siège à Leucade et étend son ressort sur les îles de Leucade et d'Ithaque et sur les petites îles qui sont dispersées entre ces deux îles et le littoral étolo-acarnanien.

## La cathédrale
- C'est l'église de l'Évangélistria (Notre-Dame de l'Annonciation) à Leucade.

## Les métropolites
- Theófilos (el)[1] (né Constantin Manolatos à Leucade en 1963) depuis le 27 juin 2008.
- Nicéphore (né Dédousis à Kalamata en 1918) de 1968 à 2008.

## Le territoire
Il compte 67 paroisses réparties en cinq doyennés.

### Doyenné de la ville de Leucade
- Ville de Leucade (5 paroisses)
- aux alentours (20 paroisses)
- Sur l'île de Kalamos (2 paroisses)
- Sur l'île de Kastos (1 paroisse)

### Doyenné d'Ithaque
- Ville d'Ithaque (3 paroisses)
- aux alentours (7 paroisses)

### Doyenné de Nydrion de Leucade
- Autour de Nydrion (6 paroisses)
- Sur l'île de Méganissos (3 paroisses)

### Doyenné de Vassiliki de Leucade
- Vassiliki (1 paroisse)
- Autour de Vassiliki (9 paroisses)

### Doyenné de Saint-Pierre de Leucade
- Autour d'Agios Petros (10 paroisses).

## Les monastères

### Monastères d'hommes
- Monastère de la Mère de Dieu Faneroméni à Leucade, fondé en 1634.
- Monastère de la Mère de Dieu à Kathara d'Ithaque, fondé en 1696.

### Monastères de femmes
- Monastère Saint-Nicolas à Leucade, fondé au XVIIIe siècle.
- Skite des Saints Pères à Alexandros de Leucade (Nikiana).

## Les solennités locales
- La fête de la Mère de Dieu de Kathara d'Ithaque le 8 septembre.
- La fête de saint Denis de Zante à Leucade le 17 décembre.
- La fête de sainte Barbara à Leucade le 3e dimanche de mai.
- La fête de la Mère de Dieu Phanéroméni à Leucade le Lundi du Saint-Esprit (lendemain de la Pentecôte).
- La fête des saints Apôtres à Phrikès le 30 juin.
- La fête de saint Raphaël de Mytilène à Pérachorio d'Ithaque le dimanche qui suit le 3 juillet.
- La fête de sainte Marine à Exogi le 17 juillet.
- La fête du saint prophète Élie à Kioni le 20 juillet.
- La fête de la Transfiguration du Sauveur à Stavro les 5 et 6 août.
- La paramonie de la Dormition à Anogi le 14 août.
- La fête de la Dormition de la Mère de Dieu spécialement à Leucade et à Platrithia le 15 août.

## Les reliques
- Saint Raphaël de Mytilène à Pérachorio d'Ithaque.
- Saint Minas et sainte Parascève à Leucade.
- Saint André à l'église Saint-Nicolas de Leucade.
- Saint Stylien, saint Jean Chrysostome et saint Étienne à l'église des Saints-Anargyre à Leucade.
- Saint Arsène de Cappadoce et saint Georges d'Ioannina au monastère de la Mère de Dieu Phanéroméni à Leucade.

## Les sources
- (el) Le site de la métropole : http://www.imli.gr
- Diptyques de l'Église de Grèce, éditions Diaconie apostolique, Athènes (édition annuelle).